# § 77-eftersyn
Et § 77-eftersyn er et kontroleftersyn af køretøjer udført af politiet uden en konkret mistanke om et strafbart forhold. Politiet kan undersøge køretøjet for fejl og mangler samt kontrollere, at føreren er i besiddelse af et kørekort og i øvrigt opfylder betingelserne for lovligt at føre køretøjet. Skønnes køretøjet at være til fare for færdselsikkerheden, kan dets nummerplader inddrages.
Eftersynet foretages med hjemmel i færdselslovens § 77. Eftersynet kan såvel ske af enkelte køretøjer som i form af en razzia, hvor en hel række trafikanter på en bestemt strækning kontrolleres.
I henhold til færdselslovens § 55 kan politiet uden konkret mistanke om et strafbart forhold kræve, at en trafikant afgiver en udåndings-, spyt- eller svedprøve. Ved konkret mistanke om overtrædelse af lovens regler om spirituskørsel eller kørsel under påvirkning af bevidsthedspåvirkende stoffer, kan politiet desuden forlange en blod- eller urinprøve.